# Série 4000 da CP

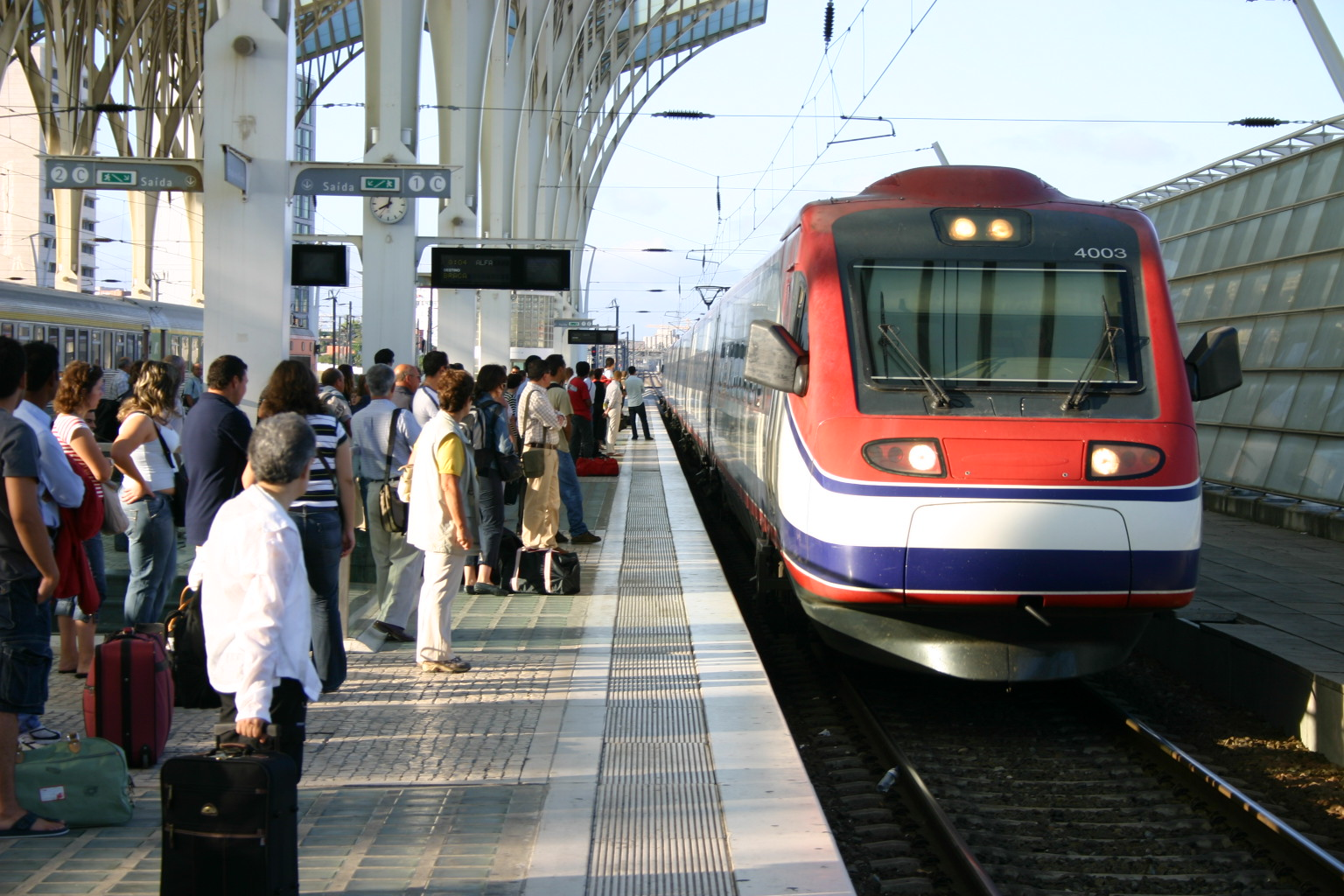
Automotora 4003 a realizar o serviço Alfa Pendular na Gare do Oriente, em Lisboa.

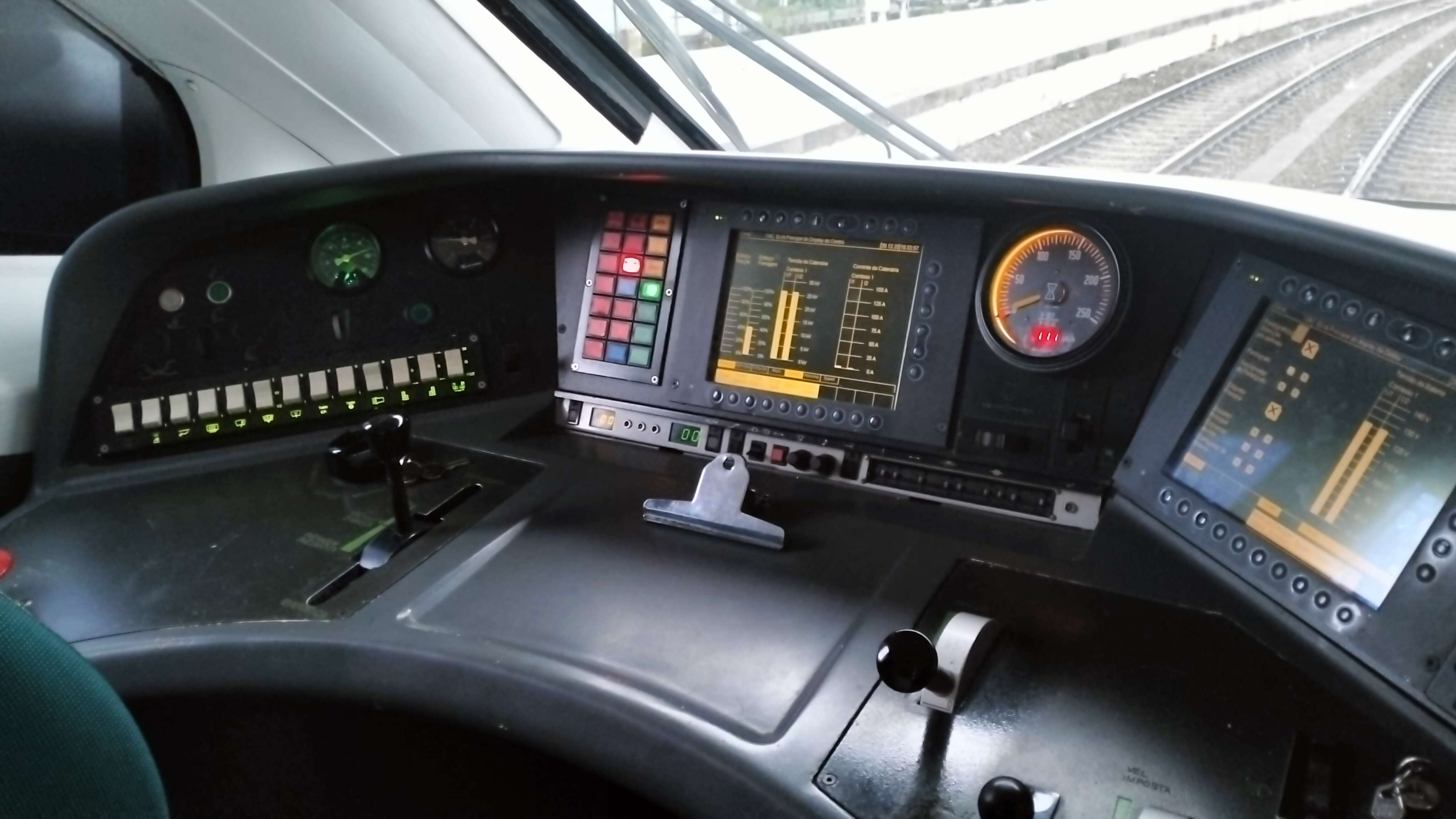
Cabine da automotora 4003 em Campanhã.

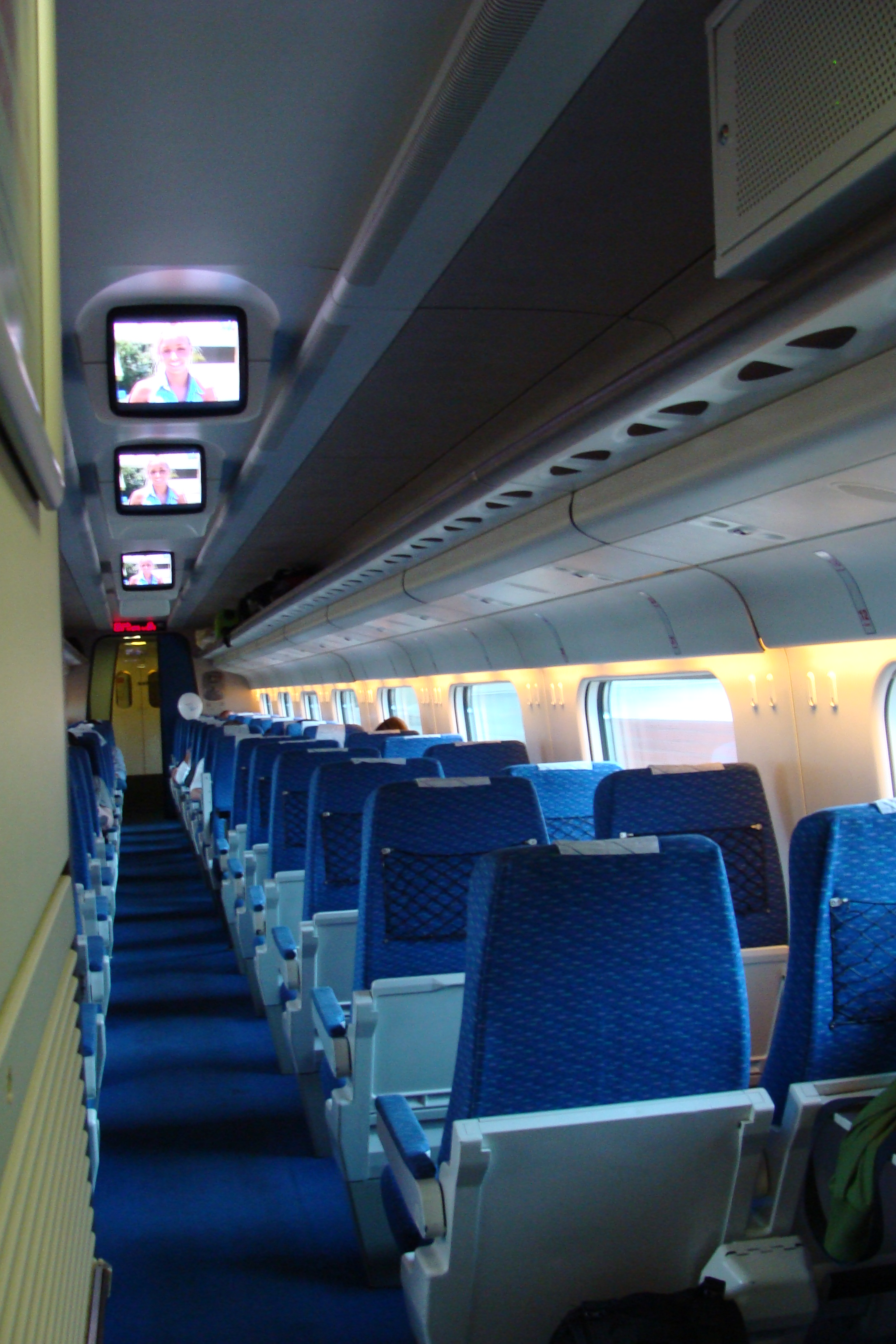
Interior de uma automotora 4000 (antes da renovação).

A série 4000 (4001-4010 e 4051-4060) é um tipo de automotora eléctrica, utilizada pela empresa Caminhos de Ferro Portugueses, e pela sua sucessora, Comboios de Portugal. Igualmente conhecida como Alfa Pendular, em referência ao serviço que realiza desde a sua entrada ao serviço, em 1999. Esta série foi concebida pela casa italiana Fiat Ferroviaria e montada em Portugal, sendo composta por 10 composições que atingem uma velocidade comercial de 220 km/h. A introdução dos comboios Alfa Pendular é considerada como um dos marcos mais importantes no desenvolvimento do transporte ferroviário em Portugal.

## Descrição
Estas automotoras circulam habitualmente em composições de seis unidades, sendo duas motorizadas nas pontas, com pantógrafos, e quatro reboques no centro. Nesta configuração apresentam 158,9 m de comprimento, e dispõem de 299 lugares sentados, divididos em duas categorias, conforto e turística. Também possuem um bar a bordo. São impulsionadas por motores Siemens, que totalizam 4000 kW, atingindo um esforço de tracção máximo de 210 kN, e uma velocidade de 220 km/h.
Foram construídas dez unidades duplas, por um consórcio entre a FIAT e Sorefame, tendo o seu desenho técnico sido realizado pela FIAT Pendoluso, parte da divisão ferroviária da FIAT. Foram montadas em Portugal. Estes veículos fazem parte uma família de material circulante derivada da série italiana ETR 460 da FIAT, onde também se inclui a Série 490 da Red Nacional de los Ferrocarriles Españoles.

## História

### Antecedentes
Na década de 1990, o sector ferroviário em Portugal entrou num profundo processo de reestruturação, tendo a gestão das infra-estruturas sido entregue à Rede Ferroviária Nacional, enquanto que a operadora Caminhos de Ferro Portugueses, que permaneceu apenas com a exploração dos comboios, adoptou uma estratégia mais centrada nos seus clientes. Neste âmbito, iniciou uma série de medidas para melhorar a qualidade dos seus serviços, incluindo a remodelação da sua frota de material circulante, especialmente nos comboios suburbanos e de longo curso.
Um dos principais meios de melhorar os serviços era através do aumento da velocidade dos comboios, de forma a reduzir os tempos de viagem, mas devido às características da rede ferroviária portuguesa, com linhas muito sinuosas, considerava-se que a simples introdução de material circulante mais rápido não traria grandes vantagens, uma vez que a presença de muitas curvas levava sempre à redução de velocidade. Embora este problema possa ser resolvido através da alteração dos traçados, com a eliminação de curvas e a modificação dos raios, este processo implica um investimento muito considerável, sendo portanto pouco adequado aos limitados recursos financeiros da empresa. Uma solução alternativa, já experimentada noutros países com problemas semelhantes, como a Itália e Espanha, passava pela introdução de comboios no sistema pendular, que utilizava caixas que se inclinavam para o centro da curva, permitindo um aumento na velocidade nas curvas. Este sistema adequava-se melhor às linhas de traçado mais difícil, e não precisava de uma intervenção tão profunda nas infraestruturas da via, sendo por isso considerado muito mais económico. Existem dois métodos distintos para aplicação deste sistema, um através da pendulação natural, como utilizado nos comboios Talgo em Espanha, enquanto que o outro, conhecido como pendulação comandada, foi instalado nos comboios Pendolino na Itália e X 2000 na Suécia. Este último permite uma maior inclinação nas curvas e consequentemente maiores velocidades, tendo sido por isso atraído mais a atenção de várias operadoras internacionais, incluindo os Caminhos de Ferro Portugueses.

### Encomenda e entrada ao serviço
Assim, em Março de 1996 a empresa encomendou uma série de automotoras para o futuro serviço Alfa Pendular, estando nessa altura prevista a sua inauguração durante a Exposição Mundial de 1998. No entanto, só em 1 de Julho de 1999 é que entrou a primeira automotora ao serviço, tendo sido realizada uma viagem inaugural entre Lisboa e o Porto. A nona unidade começou o serviço em 13 de Novembro de 2000, para realizar dois novos serviços Alfa Pendular entre Lisboa e Porto, passando a ser sete comboios deste tipo em cada dia laboral. A série foi totalmente entregue em 2001. Substituíram os antigos serviços Alfa da empresa Caminhos de Ferro Portugueses. Um dos principais objectivos da introdução dos novos comboios era a redução dos tempos de viagem entre Lisboa e Porto para cerca de duas horas.

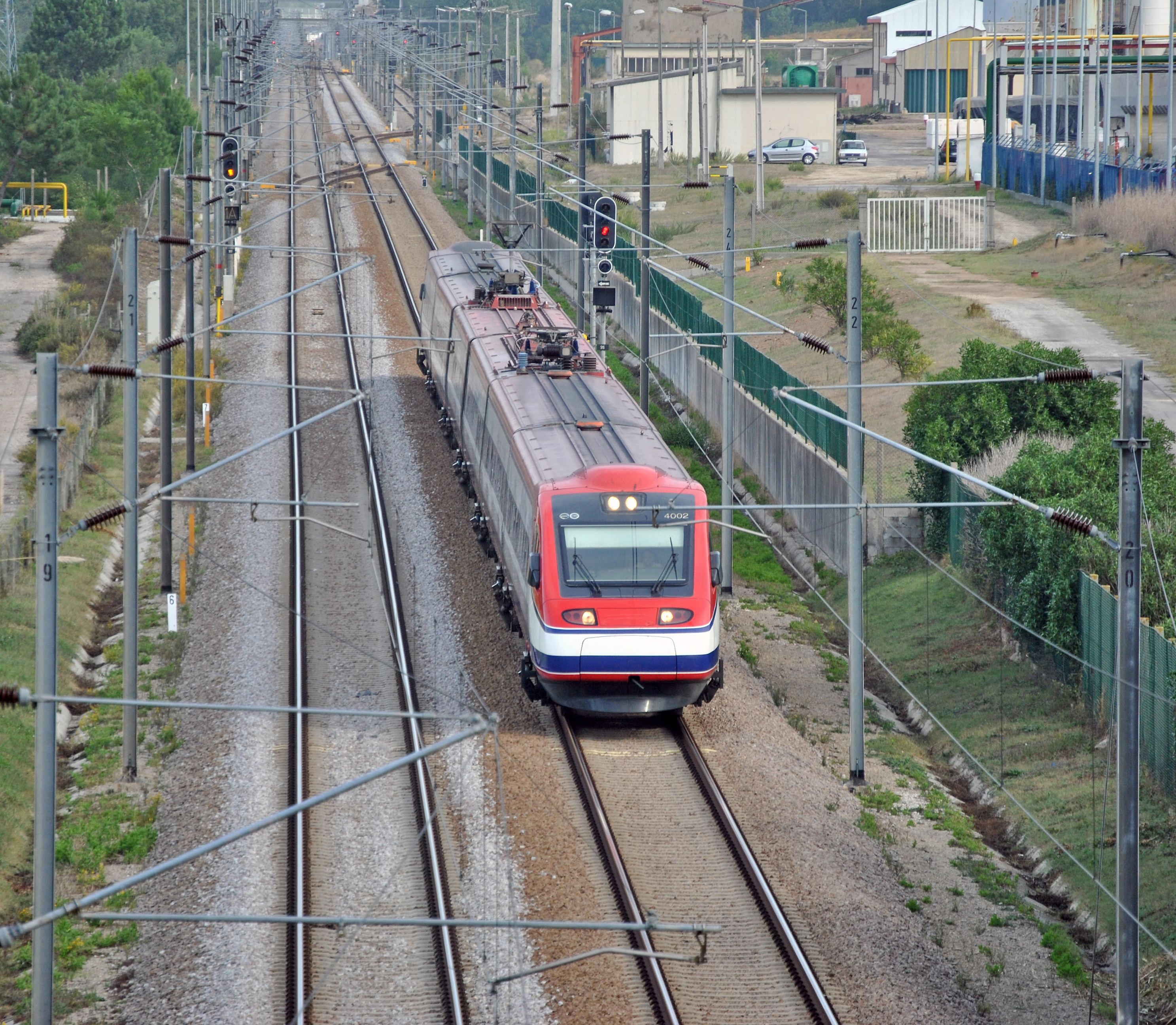
Comboio Alfa Pendular a fazer o percurso Lisboa - Braga, em 2010.

### Primeiros anos
Em 8 de Dezembro de 2000, a circulação esteve corta na Linha do Norte na zona da Formoselha, devido ao mau tempo e à subida das águas do Rio Mondego, tendo sido afectados os comboios suburbanos, regionais e Alfa Pendulares.
Em 20 de Outubro de 2002, uma destas automotoras deslocou-se a Madrid, para ser exposta pela transportadora Comboios de Portugal no 4.º Congresso Mundial de Alta Velocidade, Eurailspeed 2002; foi rebocada, desde Vilar Formoso até à capital espanhola, pela locomotiva 333-901 da Red Nacional de los Ferrocarriles Españoles.
Em 2011, a actriz brasileira Halima Abboudn foi filmada quando estava aos comandos de um comboio Alfa Pendular, quando este estava a atingir a velocidade de 221 km/h. A actriz tinha sido alegadamente convidada pelo maquinista para entrar na cabine, situação considerada proibida pelo regulamento da empresa Comboios de Portugal, e que deveria ser punida com consequências criminais ou disciplinares. A empresa alertou as autoridades após o vídeo ter sido publicado, declarando que estava a ter dificuldades em descobrir quem tinha sido o maquinista e em que comboio se tinha passado o incidente, e em que hora e data. No entanto, o Departamento Central de Investigação e Acção Penal considerou que não existiam fundamentos para avançar com a acusação, tendo o processo sido arquivado em 2016 pelo Ministério Público.
Em Março de 2013, entrou ao serviço o primeiro sistema de Internet sem fios a bordo de um dos comboios Alfa Pendular. Nessa altura, a empresa Comboios de Portugal previu que até Agosto todos os dez comboios Alfa Pendular iriam passar a ter aquele serviço, e que a instalação dos novos equipamentos se iria iniciar em Maio, ao ritmo de três comboios em cada mês. Este projecto envolveu um investimento de cerca de 78 mil Euros, tendo sido adquiridos 60 cartões GSM à empresa Vodafone, correspondentes às seis unidades de cada um dos dez comboios Alfa Pendular.

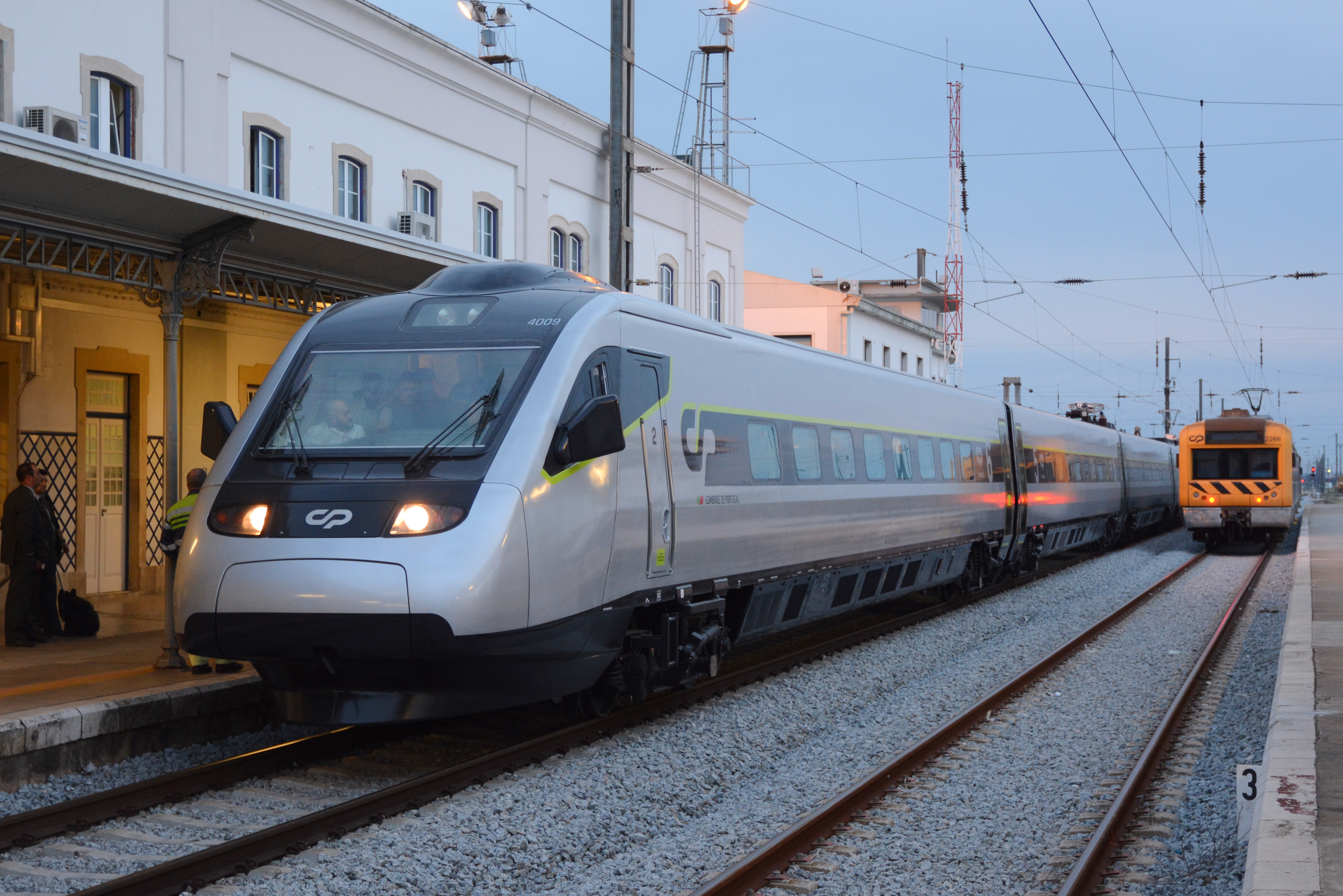
O CPA 4009 em ensaios entre o Entroncamento e Pombal, já com a nova imagem.

### Remodelação
Oficialmente conhecida como a Intervenção de Meia Vida, foi iniciada em 2017 nas Oficinas da EMEF no Entroncamento. Esta intervenção consiste fundamentalmente numa revisão geral do comboio mais do que uma remodelação do mesmo. No entanto, do ponto de vista do passageiro, é notada uma grande renovação dada a nova pintura exterior (contestado por alguns por tornar menos visível o comboio) e o interior completamente novo. A primeira automotora a entrar foi a 4009 (conhecida como Manuel de Oliveira), que necessitava de ser reparada após um incêndio. A sua a apresentação oficial foi feita a 24 de Março de 2017 na Estação de Santa Apolónia, numa cerimónia que contou com a presença do Ministro do Planeamento e Infraestruturas, Pedro Marques, e do presidente da CP, Manuel Queiró e incluiu uma viagem entre Lisboa e Braga, tendo o comboio saído ás 16 horas. Nessa altura, previa-se que até 2019 seriam renovados os restantes nove comboios da frota do Alfa Pendular, ao ritmo de 3 composições por ano. Este projecto teve um investimento de cerca de 18 milhões de Euros, valor que o presidente da CP garantiu que iria ser pago pelas operações dos comboios, e que para já não iriam anunciar um aumento nos preços dos bilhetes. Este empreendimento envolveu outras dez empresas portuguesas numa parceria com a CP, que seriam responsáveis por cerca de 90% da operação. Durante a renovação, previa-se que a empresa teria de alugar comboios à operadora espanhola Renfe até ao final do projecto, em 2019.
Porém, este programa veio criar graves problemas à gestão dos comboios Alfa Pendular, uma vez que cada uma das composições tem que ficar durante meses nas oficinas para a sua remodelação, ao contrário da situação normal, onde estavam oito composições a circular e duas em manutenção. Desta forma, cada vez que uma automotora avariar, não existem composições de reserva que a possam substituir, gerando atrasos nos serviços Alfa Pendular. Esta situação ocorreu por exemplo em 6 de Julho de 2017, quando um dos comboios Alfa Pendular avariou perto de Santarém, tendo-se ainda assim deslocado pelos próprios meios até Contumil (264 km).

## Acidentes
Em Setembro de 2016, um homem morreu após ter sido colhido por uma composição do Alfa Pendular na Estação de Oiã. No mesmo mês, uma senhora foi apanhada pela deslocação de ar de um comboio Alfa Pendular quando tentava atravessar a via férrea em Alfarelos, tendo ficado gravemente ferida. Em Dezembro desse ano, uma pessoa morreu após ter sido atropelada por um comboio Alfa Pendular junto ao Apeadeiro de Miramar, interrompendo a circulação naquele troço da Linha do Norte.
Em 20 de Abril de 2020, o serviço Alfa Pendular N.º 124 embateu contra um veículo pesado na região de Santarém, na Linha do Norte, resultado na morte do motorista do camião, três feridos ligeiros e a destruição parcial da cabine da automotora 4007. A 4007 entrou novamente em serviço em meados de janeiro de 2021, após reparações extensivas à cabine nas oficinas da EMEF, em Entroncamento.
Em 31 de Julho de 2020, um comboio Alfa Pendular colidiu contra um veículo de manutenção de catenária junto à estação de Soure, provocando dois mortos e 44 feridos.

## Ficha técnica
- Tipo de tracção: Eléctrica[6]

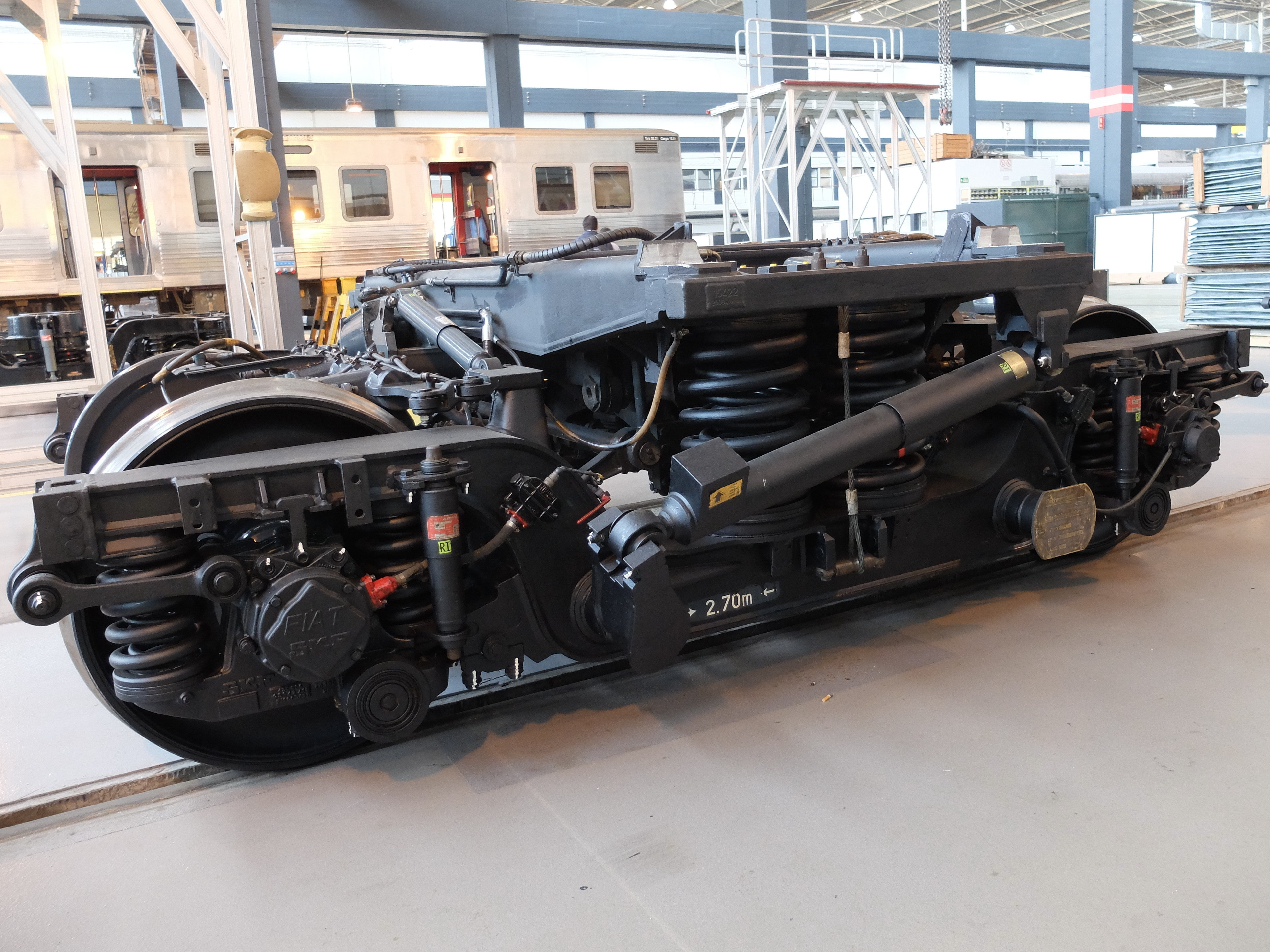
Bogie de uma automotora da Série 4000.

- Número de unidades construídas: 10 (4001-4010 e 4051-4060)[7][6]
- Ano de entrada ao serviço: 1999[7][6]
- Potência: 4000 kW[6][4]
- Esforço de tracção: 210 kN[6][4]
- Velocidade máxima: 220 km/h[7][6][4]
- Tensão: 25 kV, 50 Hz[6]
- Lotação: 299[4]
- Transmissão
  - Tipo: Eléctrica assíncrona[7]

### Lista de material
| :  | qt. | estado     |
| -- | --- | ---------- |
| ✔︎  | 9   | ao serviço |
| ⛛︎  | 1   | abatida    |
| 10 | 10  | (total)    |

| №    | : | a       | observações                                                                                |
| ---- | - | ------- | ------------------------------------------------------------------------------------------ |
| 4001 | ✔︎ | 1999    |                                                                                            |
| 4002 | ✔︎ | 1998.12 |                                                                                            |
| 4003 | ✔︎ | 1999    |                                                                                            |
| 4004 | ✔︎ | 1999    |                                                                                            |
| 4005 | ⛛︎ | 2020    | Entregue em 1999. Abatido ao serviço após o acidente de Soure; parqueado no Entroncamento. |
| 4006 | ✔︎ | 2000    |                                                                                            |
| 4007 | ✔︎ | 2020    | Entregue em 2000. Em serviço, após ser reparado de um acidente com um camião em 2020.      |
| 4008 | ✔︎ | 2000    |                                                                                            |
| 4009 | ✔︎ | 2000    | Batizado por, e com o nome de, Manoel de Oliveira.                                         |
| 4010 | ✔︎ | 2001    |                                                                                            |